# Tsambouna

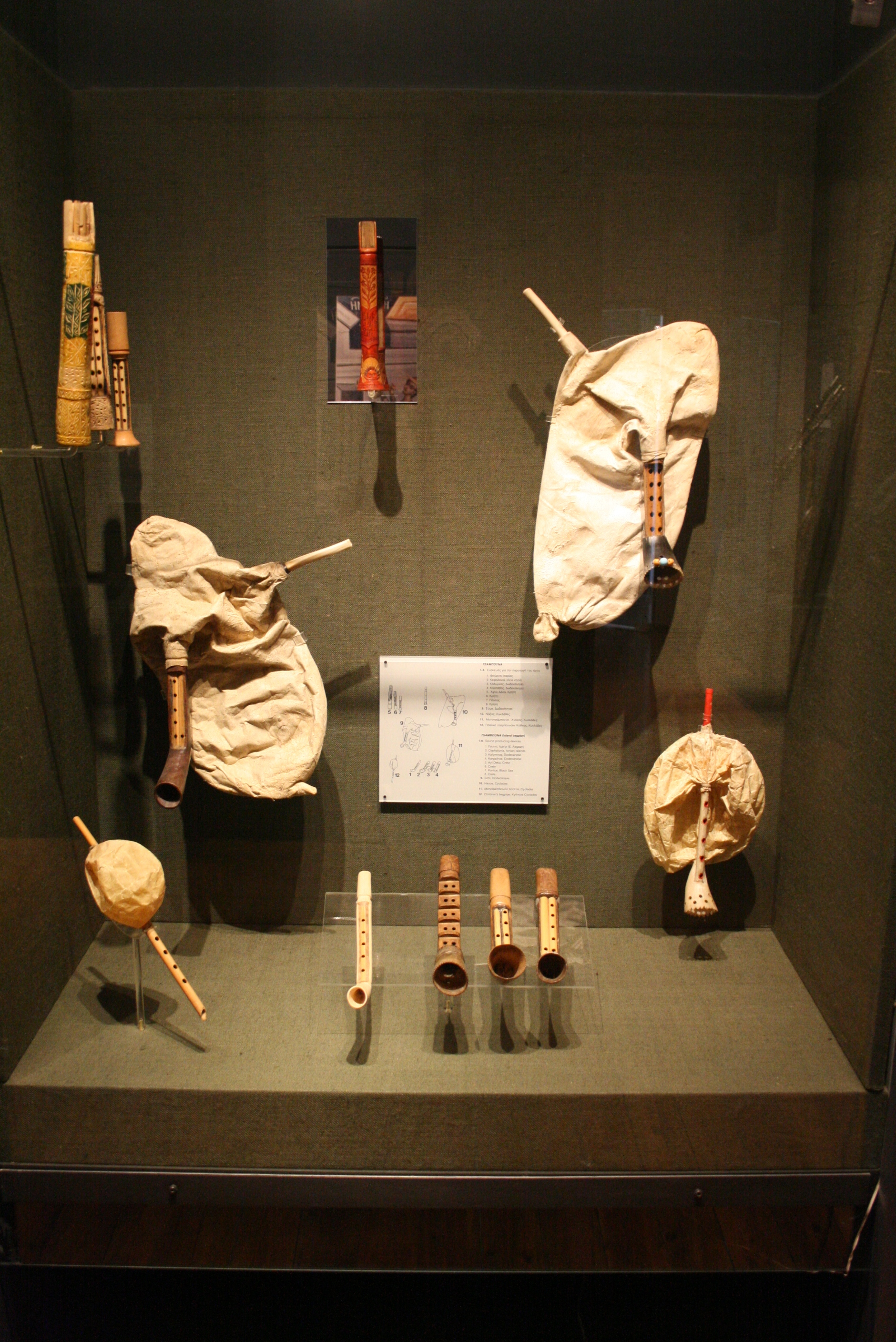
Tsambounas des Cyclades et du Dodécanèse (musée des instruments traditionnels d'Athènes)

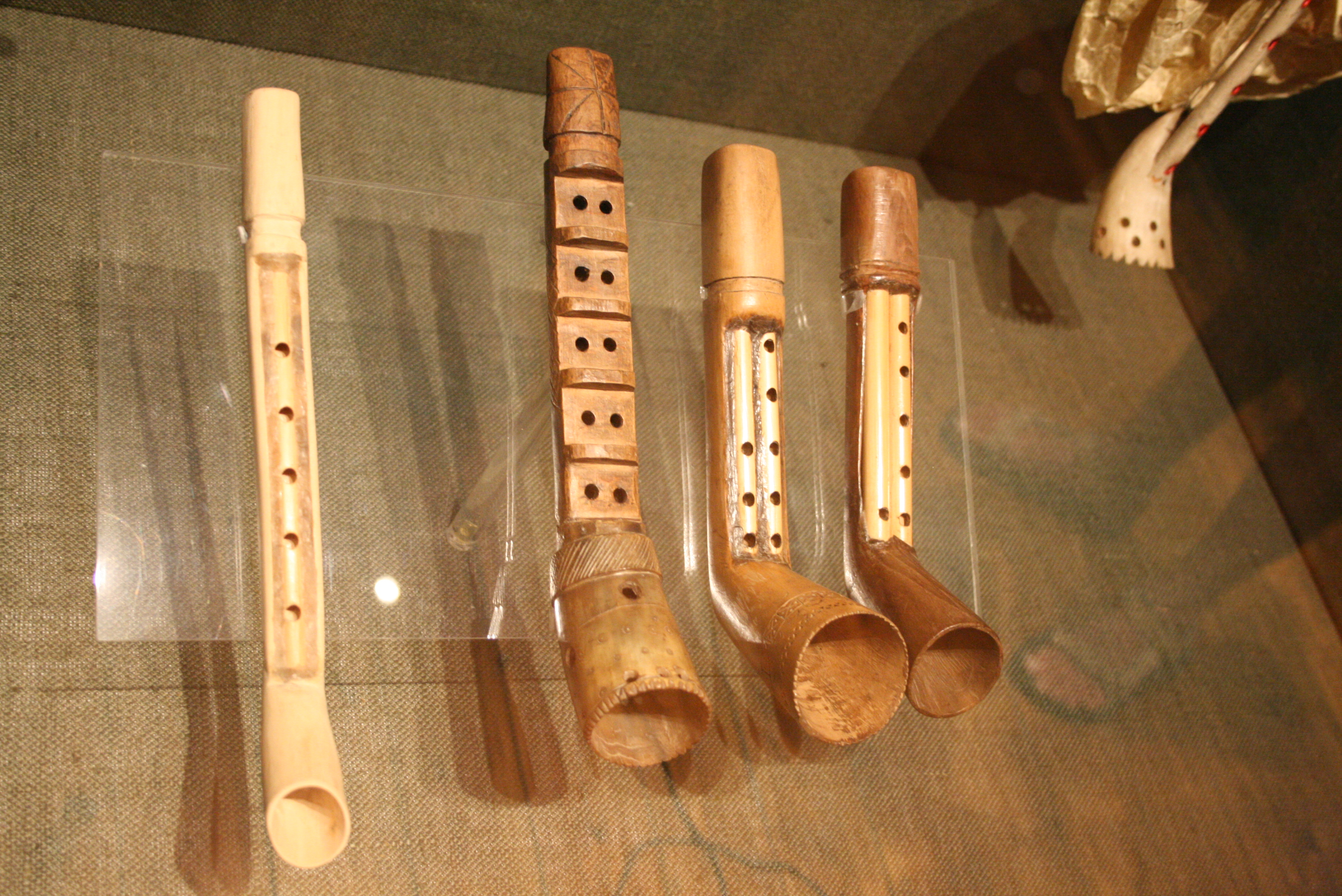
Détails des tuyaux (de gauche à droite: Ikaria, Céphalonie, Kalymnos, Karpathos)

La tsambouna (Τσαμπούνα) ou askomadoùra (ασκομαντούρα, hautbois à outre) est une cornemuse rencontrée dans les îles grecques. Elle se différencie de la gaida continentale par la juxtaposition des tuyaux de jeu et de bourdon.

## Facture
Elle est fabriquée par le musicien lui-même, à partir d'une peau de chèvre, ou de mouton, retournée. Elle a la particularité d'avoir un seul tuyau double consistant en un morceau de bois d'olivier ou de roseau creusé afin d'y insérer deux tuyaux de roseau avec une anche :
- le tuyau mélodique a 25 cm de long, 5 trous, et se termine par un pavillon en corne
- le bourdon dont la hauteur n'est pas réglable.

S'y ajoute le bouffoir, à la perce soit droite soit conique, en bois ou roseau, de 12 cm de long.
Seules quelques pyrogravures servent de décorations.

## Jeu
L'échelle est diatonique, et on y joue la musique traditionnelle, notamment les danses, à la période de Noël, Pâques et Carnaval, ainsi qu'aux fêtes patronales. Elle se joue en solo ou accompagnée soit de percussions, tels le toumbaki (Cyclades), soit de luth laouto et/ou d'une lyra (Crète, Dodécanèse).